# Xouthos
Pour les articles homonymes, voir Xouthos (homonymie).
Dans la mythologie grecque, Xouthos (Ξοῦθος / Xoûthos en grec ancien, Xuthus en latin), fils d'Hellen et de la nymphe Orséis, est roi d'Iolcos, en Thessalie.
Chassé de la ville par ses frères, Éole et Doros, il trouve refuge à Athènes. Là il se marie avec Créuse, fille du roi Érechthée, qui lui donne un fils et une fille, Achaïos et Diomédé (auxquels on ajoute parfois Ion, Aiclos et Clothos). Devenu influent au sein de la cité il appuie Cécrops pour la succession d'Érechthée, ce qui lui vaut d'être écarté du pouvoir et condamné à l'exil.
Dans sa pièce Ion, l'auteur Euripide donne une version assez différente de sa parenté : fils d'Éole, il serait le père de Doros mais pas d'Ion (que Créuse aurait conçu d'Apollon). Le poète en fait le successeur d'Érechthée sur le trône d'Athènes.
Leconte de Lisle semble quant à lui faire de Xuthus un petit-fils d'Éole, sans enfant avec Créuse au moins dans un premier temps, et aussi le père d'un Argos.

## Sources
- Pseudo-Apollodore, Bibliothèque [détail des éditions] [lire en ligne] (I, 7, 2–3 ; I, 9, 4 ; III, 15, 1).
- Euripide, Ion [détail des éditions] [lire en ligne] (passim).
- Pausanias, Description de la Grèce [détail des éditions] [lire en ligne] (VII, 1).